# Étienne Delaune
Étienne Delaune auch Delaulne und de Laulne genannt (* um 1518 in Orléans; † um 1583 in Paris oder Straßburg) war ein französischer Medailleur und Kupferstecher.
Étienne Delaune war in seiner Schaffenszeit in Paris, Straßburg und Augsburg tätig. Seine Kupferstiche zeigten meist mythologische Darstellungen, welche als Vorlage für viele Metallgravierungen dienten. Aus seinen Stichen lässt sich seine Zugehörigkeit zur Schule von Fontainebleau ableiten. Durch seinen Stil wirkte er einen großen Einfluss auf die Ornamentik seiner Zeit aus. Sein Sohn Jean Delaune widmete sich demselben Beruf seines Vaters.

## Werke (Auswahl)

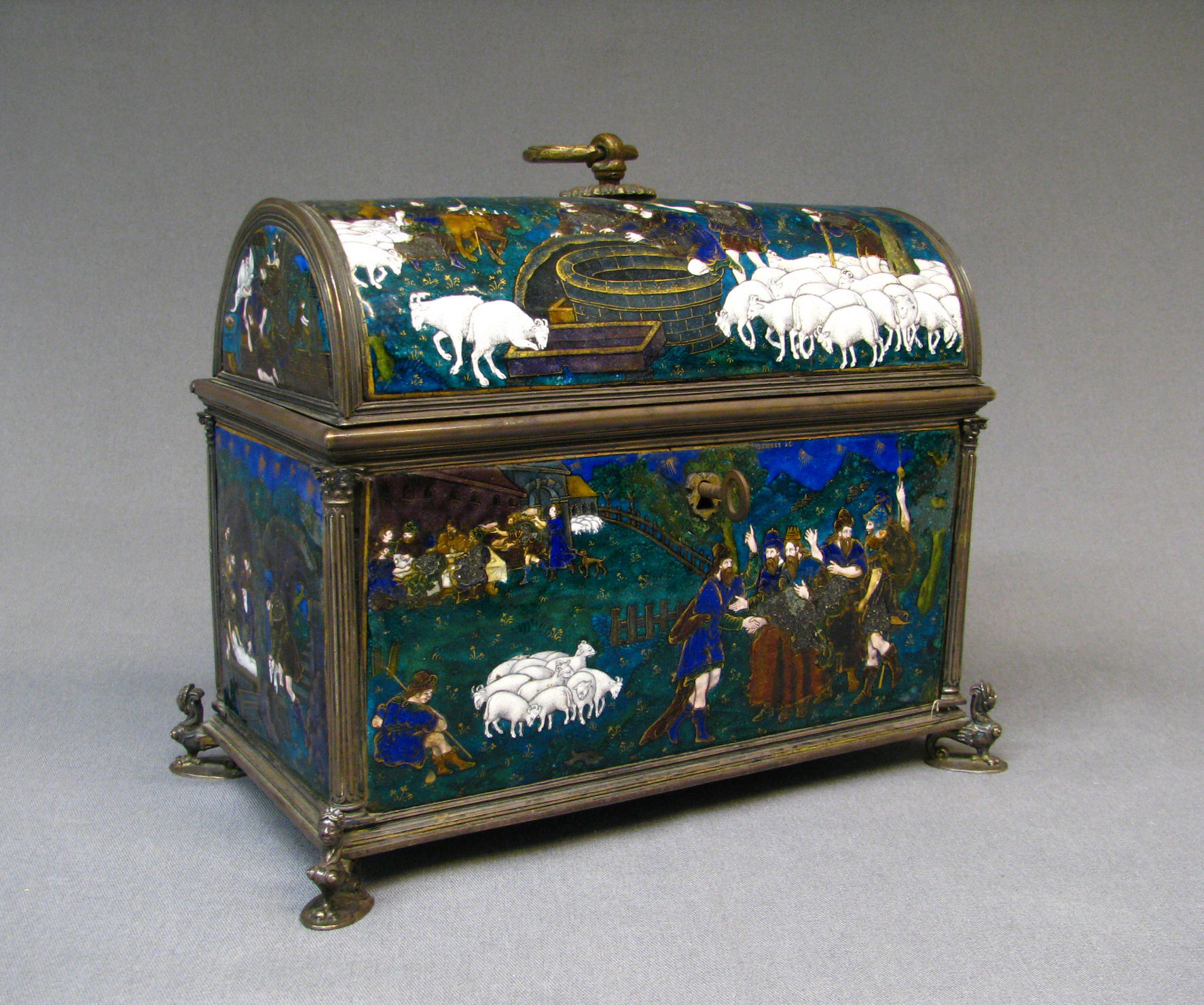
Schatulle mit Darstellungen aus dem Buch Genesis
Gravierungen in der Paraderüstung von Erik XIV.
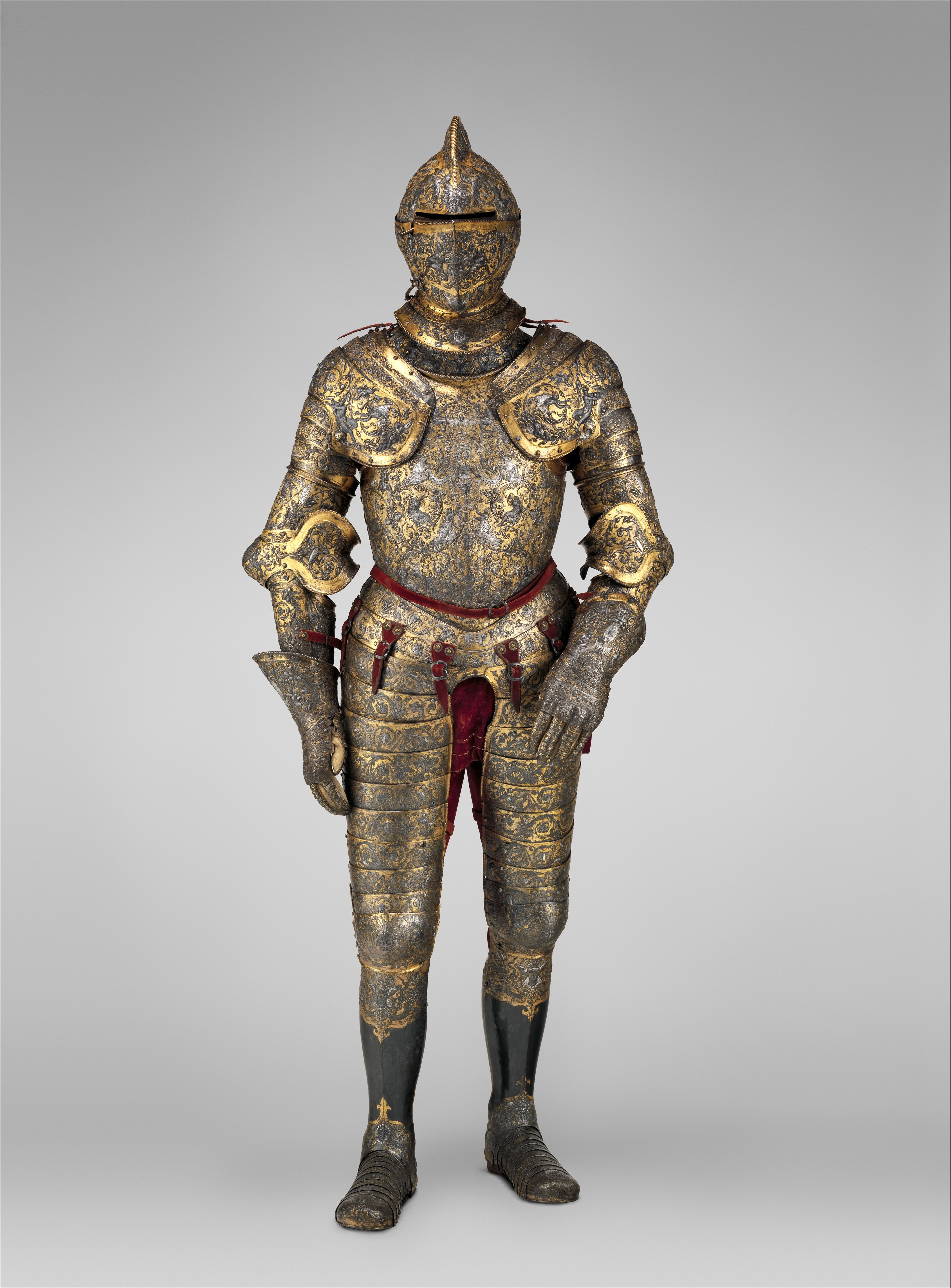
Paraderüstung von Heinrich II.
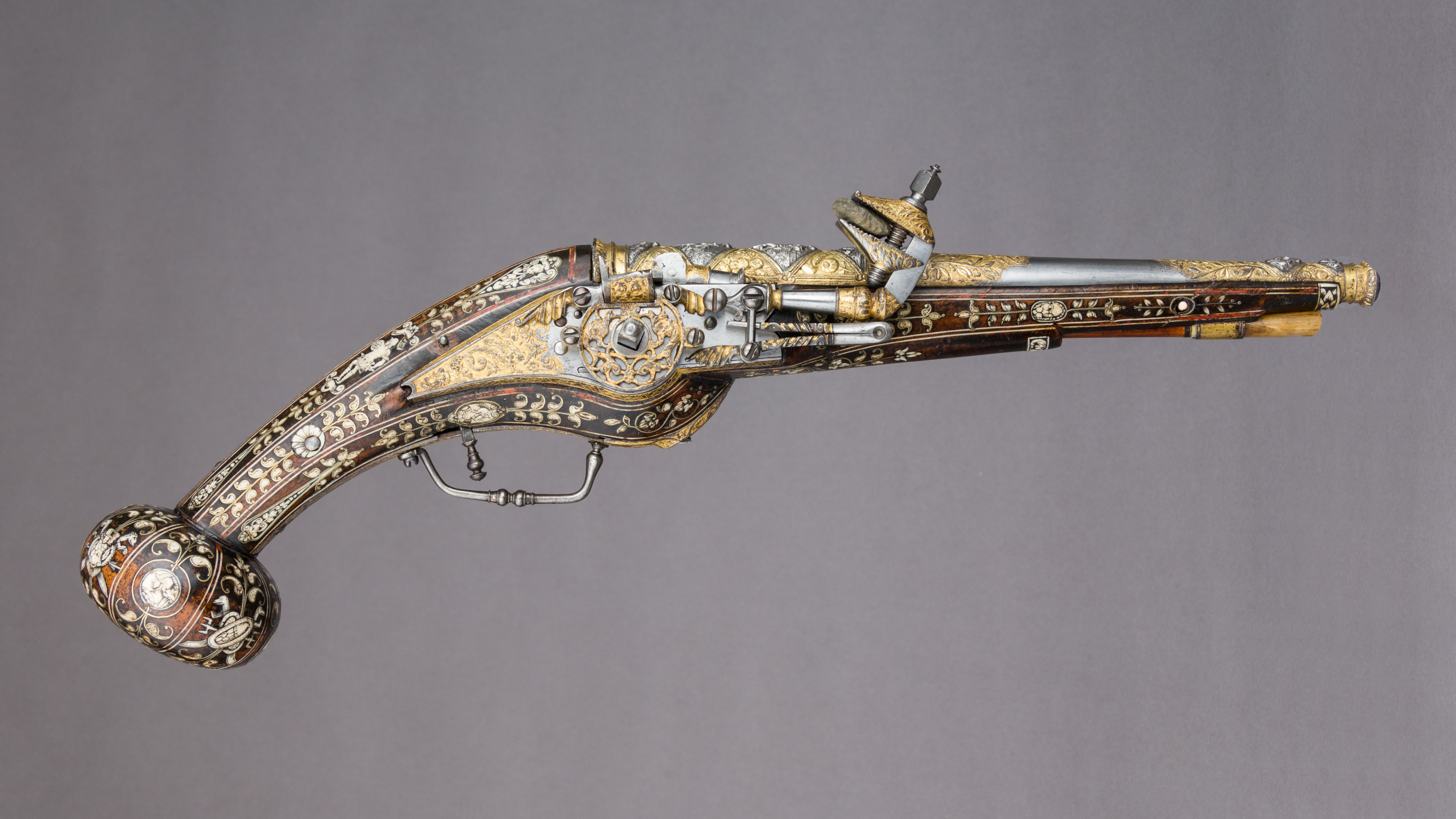
Gravierungen auf einer Radschlosspistole
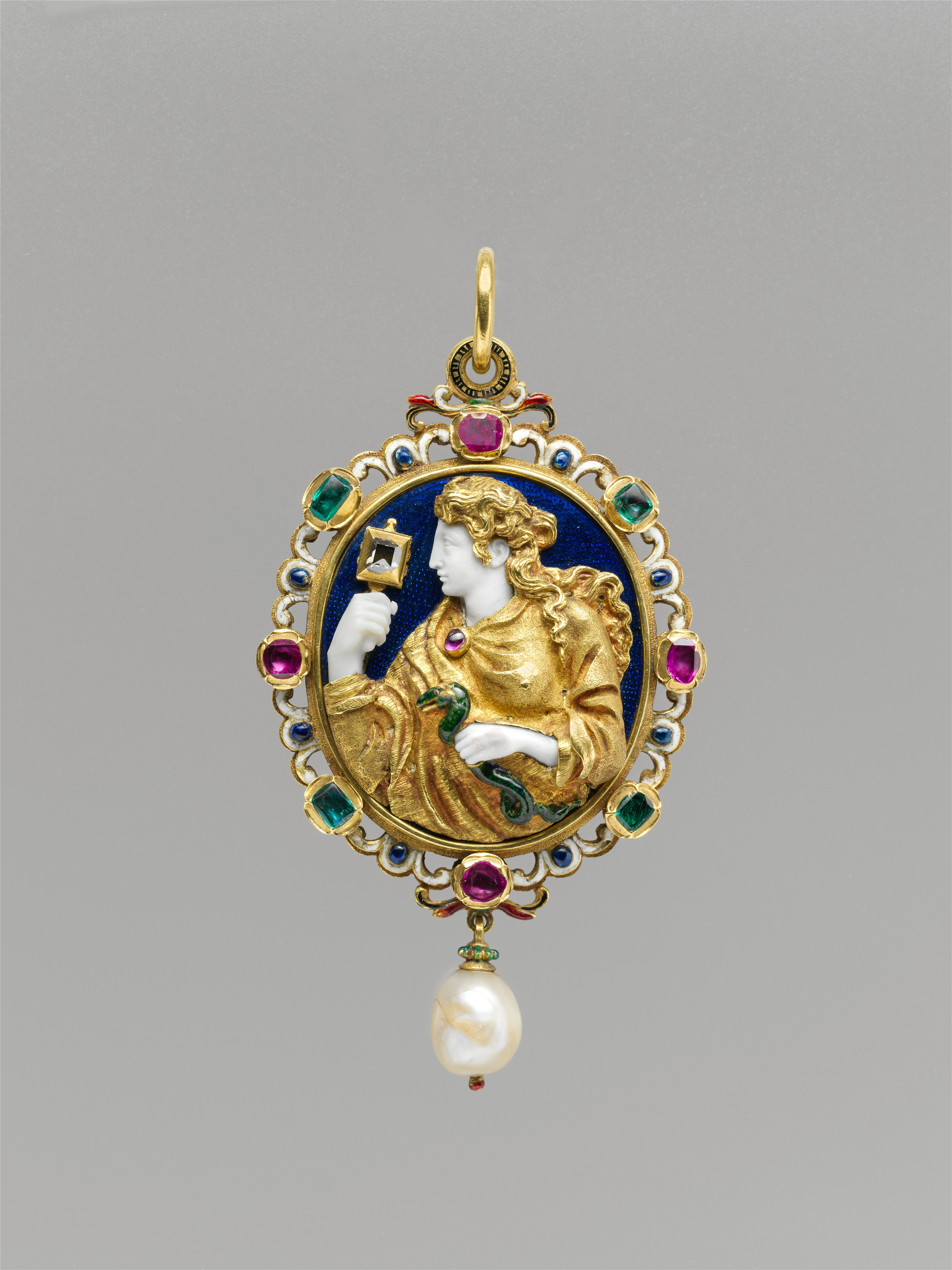
Anhänger mit Darstellung der Klugheit

Delaunes Werke sind unter anderem im Metropolitan Museum of Art in New York City ausgestellt.